# Pterolophia lumawigiana
Pterolophia lumawigiana là một loài bọ cánh cứng trong họ Cerambycidae.